# Tubastraea diaphana
Espèce
Statut CITES
Tubastraea diaphana est une espèce de coraux appartenant à la famille des Dendrophylliidae.